# Meerwasser
Der größte Teil der Erdoberfläche ist von Meerwasser bedeckt, insgesamt enthalten die Ozeane ca. 1,4 Milliarden Kubikkilometer. Meerwasser ist chemisch gesehen eine wässrige Lösung, hauptsächlich von verschiedenen Salzen (Salzwasser). Natürliches Meerwasser enthält jedoch darüber hinaus noch eine Vielzahl anderer Bestandteile (siehe unten).

## Temperatur
Die Temperatur des Meerwassers liegt typischerweise in einem Bereich zwischen −2 °C und 40 °C, der Durchschnitt beträgt ca. 3,5 °C.
Je größer die Tiefe von Meerwasser, desto mehr Druck lastet auf dem Wasser und es ist wärmer als es ohne den Druck wäre (siehe auch Adiabatische Zustandsänderung). Um Temperaturen unabhängig von Druck bzw. Tiefe anzugeben, wird in der Meereskunde oft die potentielle Temperatur θ verwendet – die Temperatur, die das Wasser an der Meeresoberfläche hätte.
Durch die globale Erwärmung ist das Meerwasser wärmer als vor Beginn der Industrialisierung (→ Wärmeinhalt der Ozeane). Die Oberflächentemperatur war gegen Ende der 2010er Jahre knapp 0,9 Grad höher als zu Beginn des 20. Jahrhunderts.

## Salzgehalt

Chemische Zusammensetzung der Meeressalze

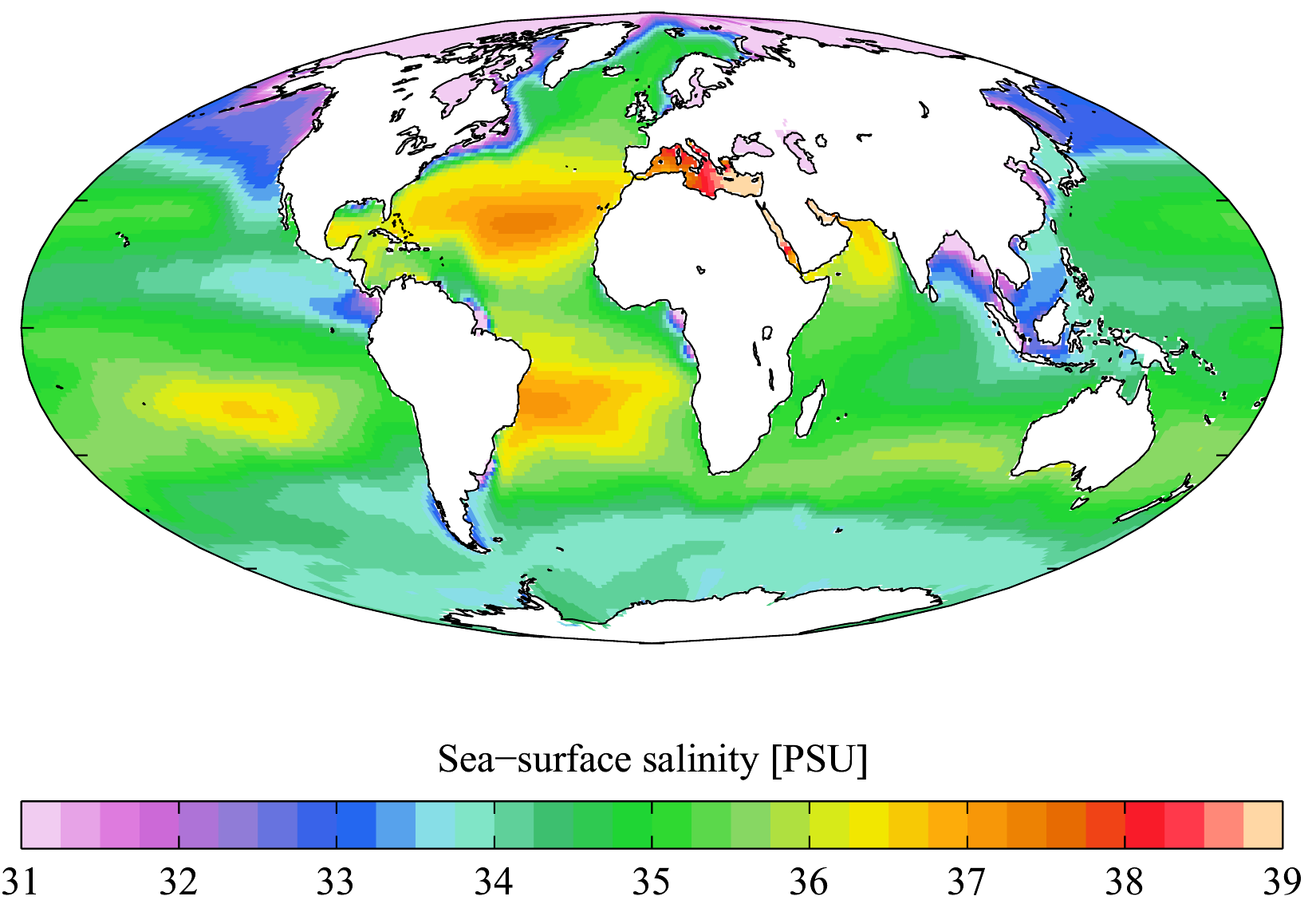
Salinität an der Meeresoberfläche über die Ozeane in PSU

Meerwasser hat einen durchschnittlichen Salzgehalt (Salinität) von 3,5 % Massenanteil. Das entspricht einem Salzanteil von 35 Gramm pro Kilogramm Meerwasser. Der Gesamtsalzgehalt schwankt je nach Meer. Die Ostsee hat einen Salzgehalt von 0,2 bis 2 %. Einige Binnenseen ohne Abfluss haben weit höhere Salzanteile im Wasser; das Tote Meer ist für seinen Salzgehalt von 28 % bekannt.
Der Mittelwert gilt somit vor allem für das Hauptvolumen der Ozeane und auch für die meisten Nebenmeere wie etwa die Nordsee. 1819 formulierte Alexander Marcet die Hypothese, dass das Verhältnis der Haupt-Ionen des Meerwassers in allen Ozeanen näherungsweise gleich ist. Dieses später von Wilhelm Dittmar und anderen empirisch bestätigte Prinzip der konstanten Proportionen gilt unabhängig vom Gesamtsalzgehalt des jeweiligen Meeres.
Das Salz ist im Meerwasser dissoziiert, also in Ionen gespalten. Letztere werden erst beim Eindampfen des Wassers zu Salzen, die sich entsprechend ihrer Löslichkeit bilden und in Schichten ablagern. Der Hauptanteil der Anionen ist das Chloridion, gefolgt vom Sulfation. Bei den Kationen überwiegt das Natriumion, weshalb die Hauptmenge der auskristallisierten Meeressalze aus Natriumchlorid (Kochsalz) besteht. Magnesium-, Calcium- und Kalium-Ionen sind mit geringeren Anteilen vertreten. In Spuren sind noch weitere Ionen enthalten, davon ist das Spurenelement Jod erwähnenswert, weil infolgedessen in früheren Zeiten in Küstennähe weniger Menschen an Jodmangel litten als im Inland.
Etwa proportional zum Salzgehalt steigt die Dichte von Meerwasser, die sich auch entsprechend dem (anomalen) Ausdehnungsverhalten von Wasser mit der Temperatur ändert. Bedeutung hat das für Schwimmen und Tauchen, die Tragkraft eines Schiffs (vergleiche Lademarke), einer Pontonbrücke und das Verlegen von Pipelines.

## Salzbilanz
Der Gefrierpunkt des Meerwassers liegt bei −1,9 °C bei einem durchschnittlichen Salzgehalt von 3,5 %. Die Salze werden durch Regen und Schmelzwasser aus den Böden und Gesteinsschichten des Festlandes ausgewaschen und von Fließgewässern in die Meere eingetragen. Durch Verdunstung wird die ursprünglich verdünnte Salzlösung weiter konzentriert, und es entsteht salziges Meerwasser. Dieser Effekt würde den Salzgehalt der Meere langsam, aber kontinuierlich steigen lassen, wenn nicht gleichzeitig Salz dem Meer wieder entzogen würde. Dies geschieht erstens durch die Austrocknung von Meeren, wodurch das Salz wieder auf dem Festland abgelagert wird. Dieses Salz findet sich später dann z. B. in Salzstöcken wieder. Zweitens wird Meerwasser in den Poren der Sedimente auf dem Meeresboden eingeschlossen und so das Salz dem Wasser entzogen. Der zweite Vorgang ist der bedeutendere.

## Saline Binnenseen
Neben der Anreicherung von Salz in den Weltmeeren kommt es zu einer Anreicherung von Salz in allen Gewässern mit hoher Verdunstung und geringem bis fehlendem Abfluss.
Neben Seen mit extrem hohem Salzgehalt, die als Salzseen bezeichnet werden (z. B. Totes Meer, Großer Salzsee in Utah mit einem Salzgehalt über 25 %), gibt es diesen Effekt auch in gemäßigter Form, z. B. im Neusiedler See mit einem Salzgehalt von 0,2 %.
Salzseen sind zumeist Seen mit einer geringen durchschnittlichen Wassertiefe. Das führt zu folgenden Effekten: Zum einen variiert der Salzgehalt in Abhängigkeit vom Ort (flache Stellen versalzen), zum anderen auch zeitlich (in der Trockenzeit steigt der Salzgehalt).
Die Zusammensetzung des Salzes in Salzseen unterscheidet sich z. T. erheblich von denen in den Weltmeeren. Insbesondere in sulfatarmen Gewässern (Totes Meer, Don-Juan-See) können sich Calciumionen anreichern, die in den Weltmeeren nur mit geringer Konzentration zu finden sind. Karbonatreiche Seen haben einen hohen pH-Wert und werden als Sodaseen bezeichnet.
Neben dem Entstehen von Salzseen durch Verdunstungsanreicherung gibt es auch seltene Fälle des direkten Entstehens von Salzseen auf salzreichem Untergrund, z. B. bei Ocna Sibiului (ehemalige Salzgewinnung im Tagebau).

## Weitere Gehaltsstoffe
Neben den Salzen sind im Meerwasser (ebenso wie in anderen Oberflächengewässern) Kohlendioxid (CO2), Sauerstoff (O2) und andere atmosphärische Gase gelöst. Die Speicherfähigkeit für das Treibhausgas CO2 hängt unter anderem mit der Wassertemperatur zusammen und ist ein wichtiger Faktor für das Weltklima; sie nimmt mit steigender Temperatur ab. Gelöster Sauerstoff ist Grundlage für die Atmung der Wasserorganismen, so z. B. für Fische, die ihren Gasaustausch über Kiemen bewältigen.
Schließlich finden sich im Meerwasser organische Verbindungen aus „natürlichen“ Quellen und durch Umweltverschmutzung.
Ungefiltertes Meerwasser enthält suspendierte feine Teilchen, Mikroorganismen und Plankton.
Die Dichte des Meerwassers liegt (wiederum abhängig vom Salzgehalt) zwischen 1020 und 1030  kg·m−3. Der pH-Wert ist leicht alkalisch und liegt zwischen 7,5 und 8,4. Durch die zunehmende Konzentration an Kohlenstoffdioxid in der Erdatmosphäre geht dieses in Form von Kohlensäure in den Weltmeeren in Lösung und der pH-Wert nimmt langsam ab, was eine Versauerung der Meere zur Folge hat.
Praktisch alle Elemente, die in Gesteinen vorkommen, finden sich auch im Meerwasser. Nach den Untersuchungen aus dem Jahr 1990 liegt beispielsweise die Konzentration von Gold in der Größenordnung von 50 fmol/l, entsprechend etwa  {\displaystyle 10^{-11}} g Gold pro kg Meerwasser. Auch Uran ist in Meerwasser enthalten. Der Gehalt erreicht durchschnittlich etwa 3 Mikrogramm pro Liter. Trotz dieser geringen Konzentration ist die Extraktion von Uran aus Meerwasser Bestandteil aktiver Forschung, kann jedoch – Stand 2022 – preislich nicht mit Uranbergbau konkurrieren.

## Meerwasserentsalzung
Mit unterschiedlichen Verfahren der Meerwasserentsalzung lässt sich der Anteil der gelösten Salze so weit verringern, dass man trinkbares Wasser erhält. Solche Anlagen werden in vielen niederschlagsarmen Regionen betrieben. Diese Verfahren sind allerdings im Betrieb oder bei der Errichtung so energieaufwändig und teuer, dass sie nur in Tourismus-Regionen beziehungsweise wohlhabenden Siedlungen zum Einsatz kommen.

## Medizinische Anwendung
Natürliches Meerwasser wird als gereinigte isotonische und hypertonische Salzlösung zur medizinischen Anwendung (Aqua maris) als nicht apothekenpflichtiges Nasenspray bzw. Medizinprodukt von verschiedenen Pharmaunternehmen angeboten. Gelegentlich wird dem eine geringe Menge Dexpanthenol für die Bildung eines Schutzfilms auf der Nasenschleimhaut oder Eukalyptus beigemengt.
Bei der Meerwassertherapie nach René Quinton wird speziell aufbereitetes Meerwasser getrunken.

## Gefahren
Nach Verletzungen im Meerwasser kann es zu Infektionen mit speziellen Erregern (Aeromonas hydrophila, Edwardsiella tarda, Mycobacterium marinum, Vibrio vulnificus) kommen, die gegebenenfalls antibiotisch behandelt werden müssen.